# Bennelong

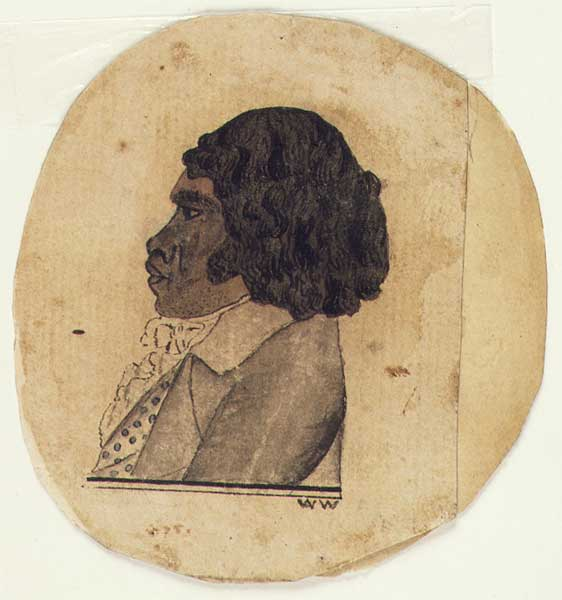
Portret waarvan men denkt dat het Bennelong voorstelt.

Bennelong (1764 - Sydney, 3 januari 1813) (ook wel: Baneelon) was een belangrijke man van het Eoravolk, uit de stam van de Cammeraygal. Hij was een Aboriginal uit de omgeving van Port Jackson in de tijd dat de eerste Britten Australië koloniseerden in 1788. Daarna diende hij als bemiddelaar tussen de twee culturen, zowel in Sydney als in Groot-Brittannië. Bennelong wordt beschouwd als de ontwikkelaar van het Australische pidginengels of beter gezegd het Australisch-Engels. Hij was de eerste Aboriginal die in het Engels schreef.
Bennelong had een dochter en een zoon. Zijn dochter Dilboong stierf toen ze nog kind was. Zijn zoon werd door dominee William Walker geadopteerd en kreeg de naam Thomas Walker Coke toen hij werd gedoopt. Thomas overleed na een korte ziekte op ongeveer 20-jarige leeftijd. Bennelong vereenzaamde en overleed later onder psychische klachten.
De eerste gouverneur van New South Wales, Arthur Phillip, verklaarde kort na zijn aankomst met de 'First Fleet' in Port Jackson op 26 januari 1788, dat hij samenwerking met een Aboriginal nodig had om vriendelijke banden met de Aborigines op te kunnen bouwen, en om informatie van hen te verkrijgen, die aan de voedselvoorziening van de kolonie zou kunnen bijdragen. Daarom nam hij eerst 'Arabanoo' gevangen, die snel Engels leerde, maar tijdens een pokkenepidemie in de herfst van 1789 stierf.
Op 23 november 1789 werd de 30-jarige Bennelong, die toen getrouwd was met Barangaroo, samen met Colbee, die getrouwd was met Daringa, gevangengenomen toen ze vis aannamen van kolonisten in Manly Cove. Bennelong en Colbee waren overlevenden van de pokkenepidemie, want ze hadden pokkenlittekens. Ze werden goed verzorgd om de slechte levensomstandigheden van de kolonisten te bedekken. Zo werd bekendgemaakt dat ieder van hen dagelijks circa 5,4 kilo vis te eten kreeg.
Nadat Colbee zich in november 1789 had kunnen bevrijden, lukte het ook Bennelong op 3 mei 1790 om te ontsnappen. Hij werd op 7 september 1790 weer gezien, toen hij met een grote groep van Eora's in Manly Cove bezig was van een gestrande walvis te eten. Het kwam niet tot een conflict. Bennelong wenste daarom gouverneur Phillip te ontmoeten; tijdens deze samenkomst verwondde Bennelong Phillip met een speer, vermoedelijk als wraak voor zijn gevangenneming.
Uiteindelijk wenste Bennelong dat de gouverneur voor hem een hut zou laten bouwen op het huidige Bennelong Point, waarop nu het Sydney Opera House staat. Als teken van een betrekking tot de Aborigines gaf hij Phillip de Koorinaam 'Wolawaree'.
Hoewel Bennelong een ambivalente betrekking tot de kolonisten en de gouverneur gehad schijnt te hebben, diende hij de Britse kolonisten bij zijn ‒ uiteindelijk succesloze ‒ verzoek om de banden tussen beide groepen te verbeteren.
Bennelong nam al snel Europese gebruiken en kleding over, en leerde Engels. In 1792 reisden hij en enkele andere Aborigines onder wie Yemmerrawanie (of Imeerawanyee) met Phillip naar Engeland en werden daar op 24 mei 1793 aan koning George III voorgesteld. Yemmerrawanie stierf in Groot-Brittannië en Bennelongs gezondheid verslechterde. Hij keerde op de HMS Reliance in februari 1795 terug naar Sydney en bracht op die reis de chirurg George Bass enigszins de taal van de Eora's bij. Toenemend overweldigd van de Europese cultuur vervreemdde Bennelong zich al snel na zijn terugkeer van zijn eigen mensen.
Een brief, die hij in 1796 schreef, is de eerst bekende door een Aboriginal geschreven tekst. Door zijn betere Engels, dat hij beheerste en verbeterde, geldt hij als de ontwikkelaar van het oorspronkelijke Australische Pidginengels, een rudimentair soort Engels, dat door blanken veracht werd en tot nieuwe taal van de Aborigines werd. Daarmee opende zich de weg waardoor zwarten en blanken zich aan elkaar verstaanbaar konden maken.
Bennelongs gezondheid werd wellicht meer en meer aangetast door zijn alcoholconsumptie. Hij bezocht Sydney steeds minder, totdat hij uiteindelijk op 3 januari 1813 op Kissing Point, tegenwoordig bekend als Putney, in het noordwesten van Sydney, stierf. Ter ere van hem wordt deze plek Bennelong Park genoemd. Bennelong werd begraven op het bezit van James Squire. In zijn in memoriam, verschenen in de Sydney Gazette, wordt hij onflatteus als door en door wild beschreven, iemand die niet veranderd kon worden, wat vermoedelijk weerspiegelt hoe hij in zijn laatste jaren in de ogen van de blanken in achting gezonken was.
Jammer genoeg werd hij door de Britten nooit volledig geaccepteerd, omdat hij zwart was, en zijn levenswijze als jager en verzamelaar niet in de blanke gemeenschap paste. Toen hij naar Australië terugkeerde, werd hij ook niet meer door zijn eigen mensen geaccepteerd, omdat hij naar Engeland gegaan was en geprobeerd had, deel van de blanke cultuur te worden.
Bennelong was de eerste Aboriginal naar wie een kieskring voor het Australische parlement (House of Representatives) genoemd werd. Deze bestaat vandaag de dag nog.